# Korytne (obwód odeski)
Korytne (ukr. Коритне) – wieś na Ukrainie, w obwodzie odeskim, w rejonie podolskim, nad Batiżokiem. W 2001 roku liczyła 760 mieszkańców.